# Irina Lankova

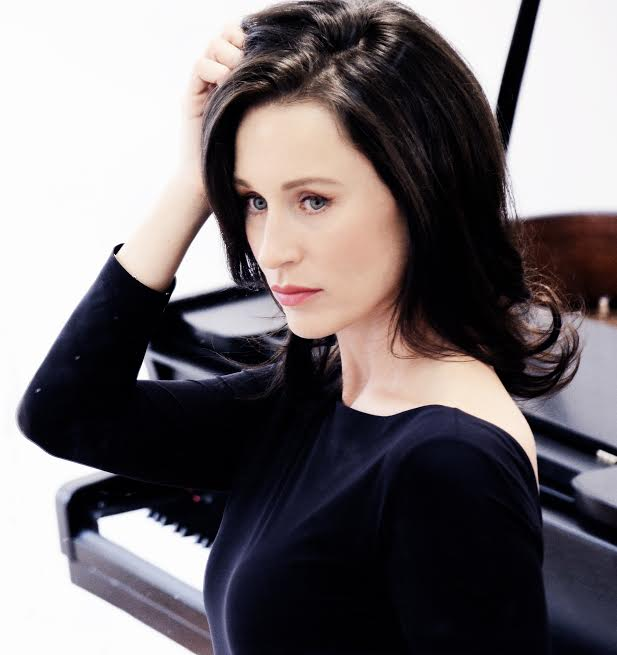
Irina Lankova (2015)

Irina Lankova (* 11. September 1977 in Mitschurinsk, Russland) ist eine belgische klassische Konzertpianistin.

## Ausbildung
Irina Lankova wurde in Russland geboren und schloss ihr Studium am Gnessin State Musical College in Moskau und am Royal Conservatory of Brussels mit höchster Auszeichnung ab. Sie studierte bei großen Pianisten der Russischen Schule wie Evgeny Moguilevsky, selbst ein Schüler von Heinrich Neuhaus.

## Laufbahn
Irina Lankova tritt auf renommierten Bühnen auf der ganzen Welt auf, darunter die Carnegie Hall in New York, Het Concertgebouw in Amsterdam, die Wigmore Hall in London, die Salle Gaveau in Paris, der Flagey, der Chapelle musicale Reine Élisabeth und La Monnaie in Brüssel, dem Französischen Dom in Berlin,  Cidades das Artes in Rio und viele andere. Sie wird zu vielen internationalen Festivals wie dem Piano Folies Touquet, Académie d'Eté de Nice, Sagra Musicale Umbria, Schiermonnikoog Kamermuziekefestival, Festival de Wallonie, Brussels Summer Festival, Fortissimo d'Orleans oder dem Berlin Summer Festival eingeladen.
2008 wurde sie in die Pianistenelite der Steinway Artists aufgenommen.
Sie spielte mehrere Alben ein, die hohes Lob bekamen: Rachmaninow, Liszt, Skrjabin, Chopin, Schubert und Bach. Im März 2021 veröffentlichte Irina Lankova ihr Album, Elégie, mit einer persönlichen Auswahl von Stücken und Transkriptionen von Rachmaninow, Schubert und Bach. 
2016 führte sie „Piano Unveiled“ ein, ein Konzept informeller Konzerte, die sie kommentiert und die sich an das allgemeine Publikum richten, im Konzert und auf YouTube.
Sie ist künstlerische Leiterin des seit 2015 in Belgien stattfindenden Max Festival für klassische Musik.

## Privates
Irina Lankova ist mit einem belgischen Architekten verheiratet und hat zwei Kinder. Sie lebt in Belgien (Provinz Wallonisch-Brabant).

## Diskographie
- Rachmaninow: Prélude op. 3 (Nr. 2 aus den Morceaux de fantaisie), 10 Préludes op. 23; Liszt: Ungarische Rhapsodie Nr. 2, mit der Kadenz von Rachmaninow; Indésens 2004 (CD)
- Skrjabin: Sonate-Fantaisie Nr. 2 op. 19, Poèmes op. 32 Nr. 1 und Nr. 2, Fantaisie op. 28, Pièces op. 57 Nr. 1 und Nr. 2, Sonate Nr. 9 op. 68 („Schwarze Messe“), Etüde op. 8 Nr. 12; Indésens 2006 (CD)
- Chopin: Fantaisie-Impromptu op. 66, Ballade Nr. 1 op. 23, Scherzo Nr. 2 op. 31, Nocturne op. 27 Nr. 2, Nocturne op. 48 Nr. 1, Nocturne op. post., Sonate Nr. 3 op. 58; Indésens 2008 (CD)
- Schubert: Drei Klavierstücke D 946, Sonate Nr. 20 D 959, Impromptu D 899 Nr. 3; Indésens 2013 (CD)[7]
- „Caprice“ met Tatiana Samouil, Indésens 2015 (CD)[8]
- „Goldberg Visions“: Bach: Goldberg-Variationen; Multimedia-Konzert mit der Visual-Artistin Isabelle Françaix, IL 2020 (CD)[9]
- „Elégie“; Rachmaninow: Elegie op. 3 Nr. 1, Étude-Tableau op. 33 Nr. 8, op. 39 Nr. 3 und Nr. 6, Vocalise op. 34 Nr. 14 (Transkription Zoltán Kocsis), Zdes khorosho op. 21 Nr. 7, Prélude op. 32 Nr. 12, Moment musical op. 16 Nr. 3; Kreisler: Liebesleid (Transkription Sergei Rachmaninow); Schubert: Nr. 4 Ständchen D 957 (Transkription Franz Liszt), Auf dem Wasser zu singen D 774 (Transkription Franz Liszt); Bach: Choralpräludium BWV 639 (Ich ruf zu dir, Herr Jesu Christ; Transkription Ferruccio Busoni); Marcello: Adagio BWV 974 (Transkription Johann Sebastian Bach); IL 2021 (CD)[10]